# Glaucopsyche violacea
Glaucopsyche violacea är en fjärilsart som beskrevs av Beuret 1964. Glaucopsyche violacea ingår i släktet Glaucopsyche och familjen juvelvingar. Inga underarter finns listade i Catalogue of Life.